# Sarah Brüßler
Sarah Brüßler (Kassel, 8 de abril de 1994) é uma canoísta alemã.

## Carreira
Sarah Brüßler começou a praticar canoagem aos 11 anos. Em 2012 ela se tornou campeã alemã júnior no caiaque de dois homens acima de 500 m como outsider. Em 2016 recebeu financiamento esportivo e tornou-se atleta profissional. Ela participou do Campeonato Mundial de Canoagem Velocidade da ICF de 2018, ganhando uma medalha, e do Campeonato Mundial de Canoagem Velocidade da ICF de 2019.
Nos Jogos Olímpicos de Verão de 2024, em Paris, conquistou a medalha de prata na competição do K-4 500 m feminino, ao lado de Paulina Paszek, Jule Hake e Pauline Jagsch, com o tempo de 1:32.62.